# Lengshuitan (ort i Kina)
Lengshuitan (kinesiska: Leng-shui-t’ang, Leng-shui-t’an-shih, 冷水滩) är en ort i Kina. Den ligger i provinsen Hunan, i den södra delen av landet, omkring 240 kilometer sydväst om provinshuvudstaden Changsha.
Runt Lengshuitan är det tätbefolkat, med 297 invånare per kvadratkilometer. Det finns inga andra samhällen i närheten. Trakten runt Lengshuitan består till största delen av jordbruksmark.
Genomsnittlig årsnederbörd är 1 811 millimeter. Den regnigaste månaden är maj, med i genomsnitt 262 mm nederbörd, och den torraste är oktober, med 26 mm nederbörd.